# 神力女超人 (2017年電影)
《神力女超人》（英語：Wonder Woman）是一部於2017年上映的美國超級英雄電影，改編自DC漫畫旗下的同名超級英雄角色神力女超人。本片為DC擴展宇宙的第四部作品，由派蒂·珍金斯所執導，並由蓋兒·加朵、克里斯·潘恩、羅蘋·萊特、丹尼·休斯頓、大衛·休利斯、康妮·尼爾森和伊蓮娜·安娜雅主演。劇情由化身成女英雄「神力女超人」前的黛安娜在天堂島的故事開始。起初黛安娜還是一名正在訓練的亞馬遜族戰士。20世紀初的某日，她救了一名外來的飛行員史提夫·崔佛，史提夫描述了外面世界正逢第一次世界大戰的動亂局勢和大規模的衝突；黛安娜認為這是自小聽到的神話故事中的戰神阿瑞斯在擾亂世界，為此黛安娜離開居住多年的天堂島，認為自己能夠阻止阿瑞斯的陰謀、終止世界大戰。在戰爭中，她與其他男人們並肩作戰，與此同時她將發現自己完全的力量，以及她真正的宿命。
本片於2015年11月正式開始拍攝，直到2016年5月結束。本片由華納兄弟負責發行，並定於2017年6月2日在美國上映（含3D和IMAX 3D版本）。本片創下了不少票房紀錄：女性導演開幕周最高票房和最高總票房（之后均被《冰雪奇緣2》以首周2.03亿美元票房和总计4.7亿美元票房超越）、英雄起源電影全球最高票房（之后被《水行俠》以总计11.48亿美元票房超越）、美國國內超級英雄電影第五名和史上第20名。全球收入超過8.21億美元，成為2017年第九高收入電影，這也幫助了DCEU在全球票房上突破了30億美元。
本片取得票房成功之餘，同時收穫不俗的口碑，特別是導演、蓋兒·加朵與克里斯·潘恩的演出表現、配樂獲得影評界普遍青睞，美國電影學會獎評選為年度十大電影之一；第89屆國家評論協會獎獲得聚光燈獎；第23屆評論家選擇電影獎獲得最佳動作片殊榮；第24屆美國演員工會獎獲得最佳電影特技團隊獎項。
續集《神力女超人1984》於2020年12月25日上映。

## 劇情
若干年前，奧林匹斯十二眾神之王宙斯創造出人類，但他的兒子戰神阿瑞斯因為妒忌而開始縱使人類發動戰爭，並擊殺所有試圖阻止他的眾神，最後遭宙斯擊敗後逐至人間。臨終的宙斯創造出以保衛人類為使命的女戰士族亞馬遜人，集體居於一座與世隔絕的天堂島上，還留下唯一能夠殺死阿瑞斯的利劍「弒神者」（Godkiller）。亞馬遜公主黛安娜從小嚮往著成為偉大的戰士，由於母親希波呂忒女王一直反對她習武，她只好偷偷和她的阿姨安提奧佩習武多年，雖然希波呂忒之後發現女兒瞞著她習武後，但也決定放棄阻止。
1918年，長大成人的黛安娜在一場比武中擊敗安提奧佩，但她的雙臂一時爆發出驚人的防禦能力而弄傷安提奧佩。對此受驚的黛安娜跑到海邊時注意到一架飛機在遠處墜海，於是跳海將飛機上的美軍上尉史提夫·崔佛救上岸。尾隨史提夫的德國海軍巡洋艦隊闖入天堂島展開進攻，亞馬遜戰士雖然殲滅所有德軍，但安提奧佩為了救黛安娜而中槍喪生。史提夫被真言套索逼供說出外面的世界正受戰爭肆虐，身為英軍間諜的他剛剛在鄂圖曼帝國的彈藥廠中偷走西班牙頭號化學家伊莎貝·馬洛的實驗筆記本，內容記載馬洛根據德國將領艾瑞希·魯登道夫命令，設計出一種含氫元素的強化型芥子毒氣，其毒性威力會使防毒面具失去效果。黛安娜認定這場戰爭是阿瑞斯所導致，於是拿走弒神劍和真言套索，不顧母親的再三阻止而和史提夫離開天堂島去拯救人類。
抵達英國倫敦後，史提夫的秘書艾塔幫黛安娜換上人類服飾，史提夫將筆記本交給戰爭委員會，在黛安娜協助翻譯內容後揭示德軍將在戰爭前線上釋放毒氣。由於委員會禁止史提夫做出行動，黛安娜和史提夫決定孤軍奮戰，透過準備與德國簽下停戰協議的派翠克·摩根爵士秘密資助，他們倆召集法裔間諜沙米爾、狙擊手查理、以及走私客酋長組成團隊來到比利時西方戰線。當黛安娜聽到對面村莊有平民被敵軍俘虜時，決定不顧他人勸阻而獨自通過無人區，而她身後的史提夫等協約國也一同作戰，眾人聯手成功解放維爾德村莊。黛安娜五人集體拍下合照，她和史提夫之間也變得更加親密。
馬洛完成毒氣的最終設計，魯登道夫用其殺光所有決定簽停戰協議的上級，在一座城堡舉行晚宴讓德皇威廉二世觀摩成果。黛安娜一行人潛入晚宴，原本準備打探毒氣下落，但黛安娜確定魯登道夫就是阿瑞斯，試圖近距離刺殺他來終結戰爭，但史提夫為了不破壞行動而制止她行刺。魯登道夫隨即將毒氣炮彈發射至維爾德村莊，殺死所有村民，晚去一步的黛安娜責怪史提夫，獨自追尋魯登道夫至一座空軍基地，最後在指揮塔上成功殺死魯登道夫。但她發現戰爭沒有因此終結，史提夫認為這是人類對挑釁的欲望所造成，隨後跟沙米爾等人去阻止一架滿載毒氣炮彈並即將飛往倫敦的轟炸機。茫然無措的黛安娜突然發現派翠克爵士站在她身後，從他的說詞和深藏不露的實力，發覺到他才是阿瑞斯本尊，拿起弒神劍刺向他卻被阿瑞斯不費吹灰之力摧毀，其聲言這把劍只是“唬人”。
阿瑞斯供述他當初發現人類心中存在陰暗面，試圖勸阻宙斯卻被放逐至人間，數千年來只好暗中反抗，操弄人類的一舉一動，給予人類一些想法和靈感來自我毀滅；其中包括馬洛的化學武器成果。阿瑞斯還揭露黛安娜本身才是弒神者，希望黛安娜能和他為伍去消滅人類，重新恢復人類誕生前的眾神天堂。黛安娜決定不和他同流合污，但也無法對敵強大的阿瑞斯。另一方面，史提夫決心獨自阻止轟炸機，和黛安娜告別並為她留下他父親的手錶後，衝上轟炸機在空中自行引爆而英勇犧牲。黛安娜一陣悲痛和絕望，但她靠與史提夫的經歷，激勵自己關於人類還是有好的一面，饒過眼前的馬洛後反制阿瑞斯的雷電而將他徹底炸死。阿瑞斯死後，沙米爾、查理和酋長與多數德軍走出硝煙，集體丟掉武器的同時目視黎明升起。
不久後，黛安娜等人回到倫敦慶祝戰爭結束，在亡兵紀念牆上看見史提夫的紀念照片而留下眼淚。時間來到現在，黛安娜是巴黎羅浮宮的一名古董商人，接受韋恩企業所出資舉辦的一戰攝影展。布魯斯·韋恩為了答謝之前的救命恩情而將維爾德村莊所拍的原版合照歸還給她；黛安娜回簡訊對他表示感謝後，繼續堅守她身為「神力女超人」保護世界的使命。

## 演員
| 演員                                | 角色                                                   | 備註 |
| 蓋兒·加朵 Gal Gadot                 | 「神力女超人」黛安娜·普林斯 Wonder Woman／Diana Prince | 眾神之王宙斯和希波呂忒的女兒，來自天堂島的亞馬遜族公主與半神。擁有著過人的體質，擅長使用天堂島的神器來戰鬥。在遇見史提夫後因背負著停止戰爭的使命而前往外面世界的戰場。 |
| 莉莉·艾斯佩 Lilly Aspell            | 「神力女超人」黛安娜·普林斯 Wonder Woman／Diana Prince | 8歲時期的黛安娜。 |
| 愛米莉·凱莉 Emily Carey             | 「神力女超人」黛安娜·普林斯 Wonder Woman／Diana Prince | 12歲時期的黛安娜。 |
| 克里斯·潘恩 Chris Pine              | 史提夫·崔佛 Steve Trevor                               | 美國陸軍航空上尉，同時也是名與英國盟軍合作的間諜，試圖阻止魯登道夫和馬洛研發化學武器。                                                                                 |
| 康妮·尼爾森 Connie Nielsen          | 希波呂忒女王 Queen Hippolyta                           | 天堂島的亞馬遜女王，黛安娜的母親。 |
| 羅蘋·萊特 Robin Wright              | 安提奧佩將軍 General Antiope                           | 亞馬遜族戰士的將軍，希波呂忒的妹妹，黛安娜的阿姨和訓練教官。 |
| 丹尼·休斯頓 Danny Huston            | 艾瑞希·魯登道夫 General Erich Ludendorff               | 德國將軍，一戰重要主將，與馬洛合作研發毀滅性的化學武器，改編自現實中真實的人物。                                                                                       |
| 大衛·休利斯 David Thewlis           | 「阿瑞斯」派翠克·摩根爵士 Ares／Sir Patrick Morgan     | 希臘戰爭之神，宙斯之子。偽裝成戰爭委員會的和平倡導者派翠克爵士，為史提夫等人提供協助，實際策劃著神祕的陰謀。                                                           |
| 薩伊德·塔馬歐尼 Saïd Taghmaoui      | 沙米爾 Sameer                                          | 史提夫的盟友，法國裔摩洛哥人，擅長各種語言的間諜。 |
| 艾文·布萊納 Ewen Bremner            | 查理 Charlie                                           | 史提夫的盟友，重度飲酒且患有創傷後壓力症候群的蘇格蘭狙擊手。 |
| 尤金·布瑞·洛克 Eugene Brave Rock    | 酋長 Chief                                             | 史提夫的盟友，機會主義者，瞭解如何讓人們度過戰場。 |
| 露西·戴維斯 Lucy Davis              | 艾塔·肯蒂 Etta Candy                                   | 史提夫的秘書，個性幽默。 |
| 伊蓮娜·安娜雅 Elena Anaya           | 「毒藥博士」伊莎貝·馬洛 Doctor Poison／Isabel Maru     | 西班牙籍首席化學家，瘋狂且邪惡。 |
| 麗莎·羅文·康絲莉 Lisa Loven Kongsli | 梅娜妮帕 Menalippe                                     | 亞馬遜族戰士，安提奧佩的副官。 |
| 佛羅倫絲·卡松巴 Florence Kasumba    | 阿坎達 Acantha                                         | 亞馬遜族的參議員。 |
| 黃美玲 Mayling Ng                   | 歐蘭娜 Orana                                           | 亞馬遜族戰士。 |

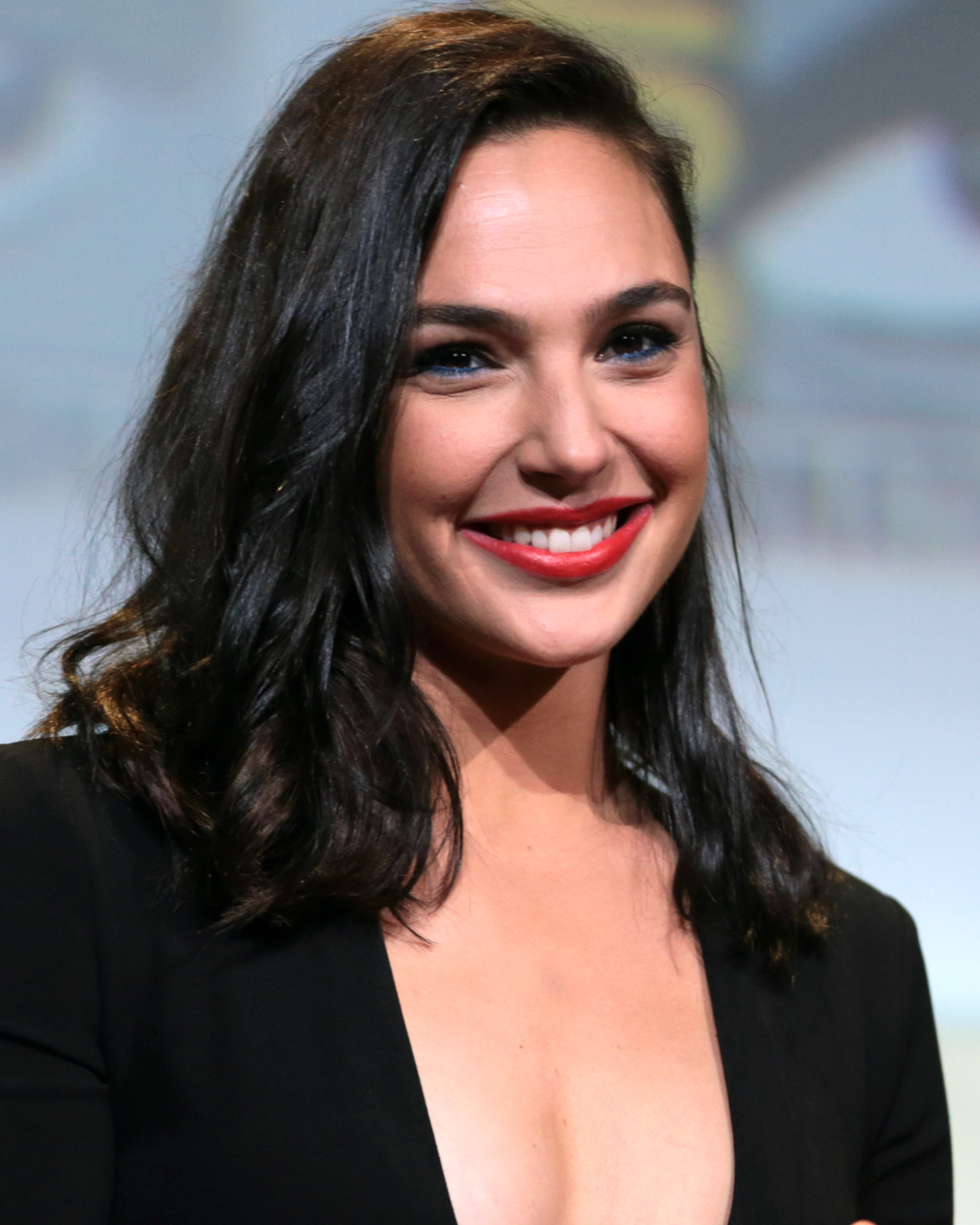
蓋兒·加朵為《神力女超人》的主演。

而荷蘭模特兒杜晨·科洛斯和女拳擊手安·沃爾夫則在片中飾演亞馬遜戰士薇納莉亞及阿耳提彌斯，以及瑪德琳·瓦爾飾演安潔莉亞。薩曼莎·喬則在片中飾演艾薇亞。

## 製作

### 發展
《神奇女俠》其實早於1996年就已經在發展中，伊萬·雷特曼將擔任監製和有望執導。1999年10月，據透露，喬恩·柯恩將改寫劇本，喬·西佛則會和華納兄弟共同製作電影，且據傳將由珊卓·布拉克飾演神奇女俠。2001年1月，陶德·奧爾科特負責撰寫劇本、Silver Pictures製作。早期曾傳出將飾演神奇女俠的女演員有安潔莉娜·裘莉、碧昂絲·諾利斯、珊卓·布拉克、瑞秋·比爾森、娜迪婭·比約林、梅根·福克斯、伊麗莎·杜什庫和凱薩琳·麗塔-瓊絲。倫納德·戈德堡在2001年5月的採訪中，表示布拉克是最好的首選。布拉克聲稱，雖然她是最有可能的，但摔角選手恰伊娜則表示有興趣。此外，露西·勞倫斯也表示如果神奇女俠被塑造成一個「有缺陷的英雄」的話，那她就會有興趣。電影劇本的撰寫已經歷了奧爾科特、喬恩·柯恩、貝基·強斯和菲利普·萊文所寫的各種草案。2003年8月，萊文又被替換成萊塔·卡羅格里迪斯來編劇。
2005年3月，華納兄弟和Silver Pictures宣布，喬斯·溫登將為電影執導和編劇。威登的酬勞約在200萬至300萬美元。由於溫登當時正在執導《衝出寧靜號》和需要時間來研究神奇女俠的背景故事，直到2005年底他才開始撰寫劇本。據喬·西佛表示，該劇本包括了神奇女俠的起源和史提夫·崔佛的意外地登上天堂島。西佛希望一旦劇本完成後就在澳大利亞拍攝。雖然溫登在2005年5月表示，他不會執導電影但仍會將劇本完成，而嘉莉絲瑪·卡本特與莫蓮娜·芭卡琳都有望成為女主角。2006年，佩麗冉卡·曹帕拉正在對出演溫登的改編劇本電影進行會談。
經過近兩年的撰寫，溫登仍未成功地寫出一份初稿。他表示，負責人不喜歡他的劇本，所以就沒有繼續再寫，因為他想找出自己真正想做的。2007年2月，溫登重新出發；但他重申：「我從來沒有去挑一位女演員，甚至是一致認可的主演，當我在忙於劇本時並沒有時間去浪費在選角上」。他表示，他先將《神奇女俠》擱置，並將專注地拍《Goners》。
在溫登的《神奇女俠》開始發展的前一天，華納兄弟和Silver Pictures購買了馬修·詹尼森和布倫特·斯特里克蘭的現成劇本。故事背景設定於二戰期間，這劇本打動了Silver Pictures的高層。然而，西佛表示，他購買了劇本，是因為他不想版權被流失；而這劇本有著好點子，西佛不希望《神奇女俠》是一個時代劇。2008年4月，西佛聘請詹尼森和斯特里克蘭寫一個新的劇本，背景將定於現代，不會描述神奇女俠的起源，但會探討天堂島的歷史。
華納兄弟公司的董事長兼CEO於2010年表示，電影目前仍在發展，以及和她一樣的DC漫畫角色閃電俠和水行俠也在計劃中。2011年，導演尼可拉·溫丁·黑芬與女演員克莉絲汀娜·韓翠克絲在《落日車神》的採訪中談到自己的願望就是拍一部神奇女俠的電影。大衛·S·高耶說，他也想拍一部《神奇女俠》。根據TheWrap網站的一篇文章，《神奇女俠》顯然是華納兄弟公司正在考慮搬上大銀幕的兩部電影之一。華納兄弟的一位知情人士告訴TheWrap，他們正在討論更多的《超人：鋼鐵英雄》、《超人／蝙蝠俠》、《神奇女俠》和《水行俠》電影的可能性。華納兄弟主管黛安·尼爾森暗示，亞馬遜公主在電影中就和超人和蝙蝠俠一樣重要。2013年10月5日，董事凱文·辻原希望能讓神奇女俠登上電影或電視。2013年10月10日，IGN採訪了保羅·費格，官方理想他將《神奇女俠》變成動作喜劇片。黛博拉·史奈德曾表示，神奇女俠的一些特別能力會在片中展現。

### 前期製作
2014年10月23日，據《好萊塢報導》，華納兄弟正在尋找一名女性導演來執導本片；隔天，《富比士》報導，官方的人選名單有凱薩琳·畢格羅、凱薩琳·哈德薇克、咪咪·蕾德、凱琳·庫薩瑪、茱莉·泰摩、蜜雪兒·麥勞倫和泰瑞希婭·布拉克。10月30日，《Bleeding Cool》透露，《神奇女俠》將是一個三部曲系列電影。第一部電影的背景將設定在1920年，續集設定在1930年代至1940年代的第二次世界大戰期間，第三部則設定於現代。11月12日，確認蜜雪兒·麥勞倫為官方認定的導演人選，並在和她進行最後階段的會談；於11月24日，她已簽約了本片的執導權。查爾斯·羅文、查克·史奈德與黛博拉·史奈德將擔任監製。12月4日，傑森·福克斯據傳正在會談撰寫劇本，他將和麥勞倫共同編寫初稿。2015年4月13日，據透露，麥勞倫因與華納之間的「創作上分歧」而離開了本片。4月15日，確認改由派蒂·珍金斯來執導。2016年7月11日，官方證實劇本是由艾倫·海恩柏格與傑夫·強斯共同撰寫，不過之後由於不符合美國編劇工會的規定，最終強斯僅掛名作執行製片人。

### 選角

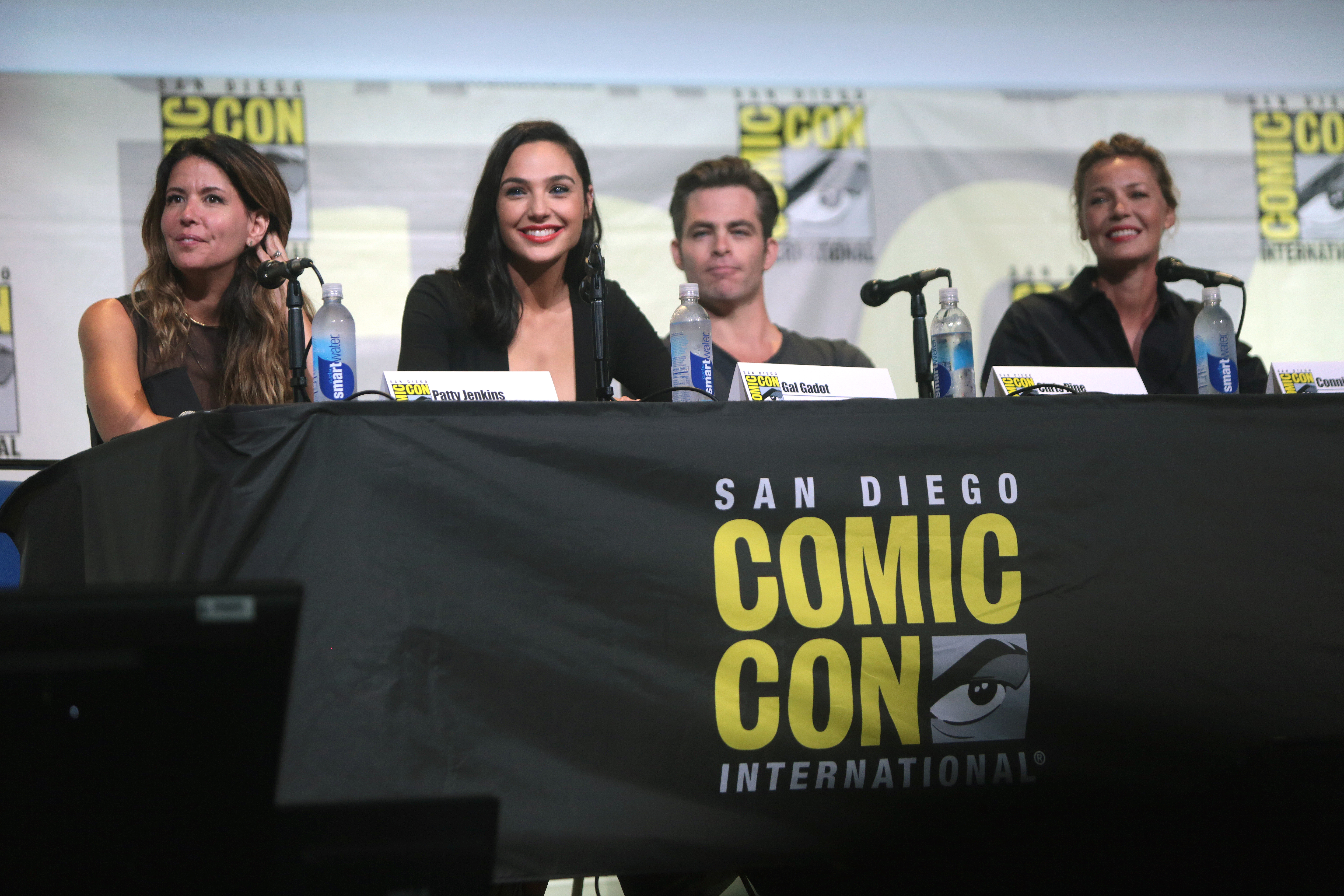
導演派蒂·珍金斯與演員蓋兒·加朵、克里斯·潘恩、康妮·尼爾森出席於2016年的聖地亞哥國際動漫展。

2013年11月7日，《綜藝》報導，蓋兒·加朵、艾洛蒂·袁和歐嘉·柯瑞蘭寇都參與了神奇女俠的試鏡。2013年12月4日，蓋兒·加朵贏得了此角的演出，並簽約了三部電影，其中包括上下兩部的《正義聯盟》和一部《神奇女俠》的獨立電影，並讓她於2016年電影《蝙蝠俠對超人：正義曙光》中首次登場。製片人查爾斯·羅文透露，神奇女俠的角色起源是採用新52的版本，所以她將會是一名半神和宙斯的女兒。這和她原始的起源有所不同，這部電影為「神賜與泥娃娃的生命」。2015年5月27日，《綜藝》透露，克里斯·潘恩正在和華納會談飾演神奇女俠的戀人史提夫·崔佛。崔佛是一名美國軍隊的情報員，他在天堂島上遇見了黛安娜，兩人因此墜入愛河。2015年7月，據報導，潘恩確認出演史提夫·崔佛，而他也簽約了多部片約。後來，據報導，西恩·賓和伊娃·葛林分別有望飾演反派角色阿瑞斯和瑟茜。2015年11月2日，TheWrap證實，妮可·基嫚正在會談飾演一名亞馬遜女戰士。《綜藝》的賈斯汀·克羅爾說，基嫚因檔期的衝突而不會參演本片中。

### 拍攝
2015年2月20日，Deadline.com透露，攝製將於2015年秋季進行。2015年7月，據透露，拍攝將在倫敦開拍，而《正義聯盟》也將在2016年春季進行。拍攝的工作標題代碼為「南丁格爾」（Nightingale）。霍伊泰·凡·霍伊泰馬據傳被雇來擔任電影的攝影師。2015年9月，製片人黛博拉·史奈德宣布將於11月開始進行製作。除了倫敦外，取景地還包括義大利南部的巴斯利卡塔地區，特別是鬼鎮克拉科，被視為天堂島的可能地點。2015年11月14日，演員薩伊德·塔馬歐尼在他的Facebook上貼出了自己和克里斯·潘恩的合照，以確認電影正在製作中，後來照片因是在攝影棚中拍的，所以被要求刪除。而塔馬歐尼的角色則未宣布。馬修·詹森被證實將作為本片的攝影師。2015年11月21日，加朵在Instagram貼出了神奇女俠的劇照，代表拍攝已開始。拍攝地還包括英國、法國和義大利。於2016年3月13日結束了在倫敦的攝製。電影大都於英格蘭的華納兄弟利維斯登製片廠拍攝。2016年3月20日，在法國和英國的部分完成後又在義大利拍攝中。義大利的攝製將持續至4月23日。在羅浮宮拍攝時，被發現加朵與韋恩企業的卡車在一起。導演珍金斯和攝影師詹森透露，電影的畫面是受到約翰·辛格·薩金特而啟發。重新拍攝的工作於2016年11月進行，因為加朵已懷孕五個月；並將一塊綠布貼在她的肚子上，以便在後製過程中作修正。
這也成為了首部由女性執導的暑期超級英雄電影，珍金斯也成為首位女性超級英雄電影的導演。

### 後期製作
比爾·威斯坦霍佛將擔任電影的視覺效果總監，馬丁·華許負責剪輯，而魯珀特·葛瑞森-威廉斯則為《神力女超人》作曲。

### 音樂
2016年11月3日，魯伯特·葛雷森-威廉姆斯被聘來為電影作曲和配樂。並且他與Evan Jolly，Tom Howe，Paul Mounsey和Andrew Kawczynski一起提供了額外的音樂。原聲帶以CD、數位和黑膠唱片型式，與電影同一天發行上映。

## 發行
《神力女超人》定於2017年6月23日在美國上映。電影將以IMAX版本發行。2016年4月6日，上映日提前至2017年6月2日。由于女主角蓋兒·加朵是以色列人，黎巴嫩政府决定禁止该片在该国上映。
美國時間8月25日IMAX版本重新在本土限量上映。

### 評價
《神力女超人》獲得了影评人的普遍好評，並被認為這是DC擴展宇宙最佳的作品，其中派蒂·珍金斯的导演、蓋兒·加朵和克里斯·潘恩的表現和原创音乐獲得了讚譽。
在评论采编网站爛番茄上，根據479條評論，本片持有93%的新鮮度，平均得分為7.7／10。该网站的批评共识写道：“《神力女超人》激动人心而真诚，被盖尔·加朵充满魅力的表演所支撑，最终取得了一个壮丽的成功。”该片為該網站上評價最高的超級英雄電影。在Metacritic上，该片則从50位影评人处獲得了满分100分中的76分，代表「普遍正面的評價」。據CinemaScore調查，觀眾的評價在A+到F間平均落於「A」。
2023年3月，本片在爛蕃茄發表「270部由21世紀女性執導的電影佳作」清單榜上有名。

### 票房
2017年5月，據初期評估，《神力女超人》在首週末的票房收入能達到6500萬至7500萬美元，但後來估計值提升至1.05億美元。《富比士》指出，電影在全球至少需獲得4.6億美元才能打平其預算（含宣傳費用）。而Deadline.com則報導，電影在全球需超過3億美元。電影於2017年6月2日星期五在美國上映，並在首映當天從一千六百六十五間戲院中獲得3870萬美元，其中IMAX版就有370萬美元。這成為了女性導演的電影的最高單日票房，超越了由凱瑟琳·哈德威克執導的2008年電影《暮光之城：無懼的愛》的3590萬美元（通貨膨脹調整後約4400萬美元），以及最高女性主導的漫畫書超級英雄電影的首映日，超越了同年的《攻殼機動隊》的700萬美元。《神力女超人》在美國週四晚間獲得了1100萬美元的票房，這超越了2015年的《格雷的五十道陰影》（860萬美元）；其中150萬美元來自IMAX版放映。
第二周票房下降幅度(43.2%)更創下自2008年以來，比任何一部「電影宇宙」的超級英雄電影，降幅還要小。
《神力女超人》在美國首週末票房收入高達1.03億美元，位居當週票房冠軍，這也打破了多項紀錄；包括女性主角電影的最高首週末（此前的紀錄保持者為《格雷的五十道陰影》，后被《冰雪奇缘2》取代）、沒有蝙蝠俠或超人的最高DC電影（此前的紀錄保持者為《康斯坦汀：驅魔神探》，后被《水行俠》取代）、第六大非續集的漫畫超級英雄首映，以及6月首週末最高紀錄，同時也是第一次世界大戰背景電影的最高首映成績（此前的紀錄保持者為《戰馬》）。在美國，這也是第十六部首週末票房超過1億美元的超級英雄電影，首週末票房約9%（900萬美元）來自三百四十三間戲院的IMAX廳。
7月11日，公布英雄起源美國票房，以$3億6847萬美元，正式超越《惡棍英雄：死侍》的$3億6307萬美元，成為第2名（第一名為2002年的《蜘蛛人》的4.03億美元）。同一天，死侍（萊恩·雷諾斯）在推特發布恭賀，但卻被網友發現仍不改嘴砲性格，語帶雙關開起玩笑。7月13日（美國時間），國內票房已破3.7億美金（113億台幣），其票房的實力更創下過去15年來所有超級英雄電影之最。8月8日（美國時間），國內票房正式突破4億美元8月19日（美國時間），國內票房（4.0371億美元）已超越2002年電影《蜘蛛人》（4.03706億美元），正式成為美國國內英雄起源電影首位(之后被漫威电影宇宙的《黑豹》以7亿北美总票房超越，成為首位)，並且隔天全球票房突破8億美元。11月2日（美國時間），全球總票房（8.2174億美元）正式超越2002年電影《蜘蛛人》（8.2170億美元），正式成為最高總票房英雄起源電影。2019年1月，英雄起源電影總票房记录被同属于DCEU的《水行俠》以11.48亿美元总票房超越。
中国大陸方面，首周票房约为2.65亿人民币，位列《加勒比海盗5》之后，是当周的票房亚军；而次周再次位列《木乃伊》之后，居于亚军位置。在上映三周后，票房超过6亿人民币，并且放映密钥被允许延后到7月底。
台灣方面，首日票房為新台幣3840萬元；6月3日，上映第5天全台票房破億（1.11億元）；首週六天票房為新台幣1.4億元；次週票房累計至新台幣2.22億元；6月26日，上映第28天全台票房破新台幣3億元；最終全台票房為新台幣3.33億元。
| 上一届： 《加勒比海盗5：死无对证》 | 2017年美國週末票房冠軍 第22-23週 | 下一届： 《赛车总动员3：极速挑战》 |
| 上一届： 《加勒比海盗：死无对证》  | 2017年台北週末票房冠軍 第22週    | 下一届： 《神鬼傳奇》              |
| 上一届： 《加勒比海盗：恶灵启航》  | 2017年香港週末票房冠軍 第22週    | 下一届： 《盜墓迷城》              |

## 續集
2017年4月，導演派蒂·珍金斯透露了續集發生的可能性，並表示：「我很高興她來到美國，成為我們所熟悉的一名美國超級英雄神力女超人。我希望將來帶來更多的東西，並有一個有趣、令人興奮的故事情節是關於她自己的事。《神力女超人1》有這麼多關於她成為什麼樣的人。我迫不及待地想和她及另一部偉大的獨立超級英雄電影一起前進。」2017年5月15日，查克·史奈德在北京宣傳和試映電影時，也正式確認了《神力女超人》的續集計劃。2017年5月31日，據報導，珍金斯和蓋兒·加朵都已簽署了參與續集的合約，但後來新聞更正，珍金斯還尚未正式簽約。2017年9月11日，據報導，珍金斯確認回歸執導續集。9月，珍金斯和強斯將與大衛·卡拉漢共同撰寫劇本。
2017年7月22日，華納兄弟影業在動漫展上證實，續集將於2019年12月13日在美國上映。2017年11月，續集上映日提前至2019年11月1日。之後又改為2020年6月5日上映。

## 外部連結
- 官方网站
- 互联网电影数据库（IMDb）上《神力女超人》的资料（英文）
- Box Office Mojo上《神力女超人》的資料（英文）
- 爛番茄上《神力女超人》的資料（英文）
- Metacritic上《神力女超人》的資料（英文）
- AllMovie上《神力女超人》的资料（英文）
- Yahoo奇摩電影上《神力女超人》的資料（繁體中文）
- 開眼電影網上《神力女超人》的資料（繁體中文）
- 雅虎香港電影上《神力女超人》的資料（繁體中文）
- 时光网上《神力女超人》的資料（简体中文）
- 豆瓣电影上《神力女超人》的資料 （简体中文）